# Ballus rufipes
Ballus rufipes är en spindelart som först beskrevs av Simon 1868.  Ballus rufipes ingår i släktet Ballus och familjen hoppspindlar. Inga underarter finns listade.